# Václav Bok
Václav Bok (* 14. leden 1939 Praha) je český germanista, literární historik, filolog a vysokoškolský učitel, redaktor německých středověkých textů.

## Život
Václav Bok se narodil do rodiny středoškolského profesora Václava Boka (1902 až 1970) a profesorky Marie, rozené Gotthartové (1906 až 1985). Po maturitě na střední jedenáctileté škole v Plzni vystudoval v letech 1956 až 1961 na Filosofické fakultě Univerzity Karlovy historii, češtinu a němčinu. V letech 1963 až 1964 působil jako středoškolský profesor v Karlových Varech, do roku 1975 pak na Pedagogické fakultě v Plzni na pozici asistenta a odborného asistenta. V letech 1968 až 1969 pobýval na studijním pobytu na Univerzitě v Jeně. Od roku 1975 do 2003 působil na Pedagogické fakultě (dnes Pedagogická fakulta Jihočeské univerzity) v Českých Budějovicích. V roce 1980 se habilitoval prací „Studien zur Geschichte der deutschen Literatur in Südböhmen in der Zeit bis zum Dreißigjährigen Krieg“ v oboru německá literatura. V letech 1989 až 2016 absolvoval studijní pobyty ve Wolfenbüttelu. Jmenován profesorem pro starší německou literaturu byl v roce 1992. V letech 1995 až 2000 externě vyučoval na katedře germanistiky FF Univerzity Karlovy v Praze obor německá středověká literatura. Od roku 2005 působil jako vědecký pracovník ve výzkumném záměru Filosofické fakulty Jihočeské univerzity „Společnost českých zemí v raném novověku“.
Jeho manželkou byla germanistka doc. Dr. phil. Hildegarda Boková (1941, Walbrzych - 2005, České Budějovice), druhou partnerkou pak je Mgr. Anna Kubíková, archivářka a historička. Je otcem překladatelky Elišky Bokové (*1978).
Na Jihočeské univerzitě působil v letech 1990 až 1996 jako proděkan pro vědu a zahraničí. Byl členem redakční rady Jihočeského sborníku historického, členem redakční rady časopisu Germanoslavica.
Je členem odborných organizací:
- Wolfram von Eschenbach Gesellschaft
- Oswald von Wolkenstein Gesellschaft
- Centrum medievistických studií na AV ČR

Byl jmenován k 1.10. 2003 emeritním profesorem na katedře germanistiky Jihočeské univerzity, externím členem studijního programu Latinská medievistika na Masarykově univerzitě v Brně. Přednáší na germanistických konferencích doma i v zahraničí.

## Dílo - výběrově
Odborná práce a pedagogická činnost Václava Boka je zaměřena na německý jazyk, německou středověkou literaturu a její vztah k českým zemím, na německá osobní a místní jména v Čechách a na knihovědu.
- BOK, Václav, MACHÁČKOVÁ-RIEGLOVÁ, Věra, VESELÝ, Jiří. Slovník spisovatelů německého jazyka a spisovatelů lužickosrbských. Praha: Odeon 1987. 848 s.
- BOK, Václav. Wolfenbüttelský fragment německého překladu Pulkavovy kroniky. Václav Bok. Listy filologické = Folia Philologica 113, č. 1, (1990,) s. 24-31.
- BOK, Václav. Úvod do studia germanistiky. České Budějovice: Pedagogická fakulta 1992. 132 s. ISBN 80-7040-051-X
- BOK, Václav. Jenský historik Caspar Sagittarius a jeho znalosti české problematiky. Bok, Václav. In: Bohuslav Balbín a kultura jeho doby v Čechách : sborník z konference Památníku národního písemnictví / Praha : Památník národního písemnictví, 1992 s. 103-108.
- BOK, Václav. Ke klementinským zlomkům rukopisu středohornoněmeckého Pasionálu. Bok, Václav. In: Miscellanea oddělení rukopisů a starých tisků = : Miscellanea Department of the Manuscript and Early Printed Books / Praha : Národní knihovna v Praze 10/1, (1993 [vyd. 1994],) s. 101-115.
- BOK, Václav. Přehled německých dějin pro posluchače germanistiky. 2. upr. vyd. České Budějovice: Pedagogická fakulta 1994. 200 s. ISBN 80-7040-089-7.
- BOK, Václav. Slovník středověké němčiny pro historiky. České Budějovice: Jihočeská univerzita 1995. 168 s. ISBN 80-7040-132-X
- BOK, Václav. Německá a česká literatura 13. a 14. století. Bok, Václav. In: Speculum medii aevi: = Zrcadlo středověku. Sborník přednášek proslovených v rámci cyklu o kultuře a literatuře středověku, který proběhl na Filozofické fakultě Univerzity Karlovy v Praze v únoru až květnu 1998 / Praha : KLP-Koniasch Latin Press, 1998 s. 163-179.
- BOK, Václav. Dva středověké německé překlady latinské legendy o Anežce Přemyslovně. Bok, Václav. In: Našim jubilantkám : (sborník příspěvků k poctě životního jubilea Věry Beránkové, prom. hist., PhDr. Dagmar Culkové a PhDr. Marie Liškové) / Praha : Státní ústřední archiv Praha, 2000 s. s.49-54
- BOK, Václav. Hofkritik in der deutschen moralisierenden Literatur des 16. und 17. Jahrhunderts. Bok, Václav. In: Slavnosti a zábavy na dvorech a v rezidenčních městech raného novověku / České Budějovice: Historický ústav Jihočeské univerzity, 2000 s. 333-344.
- BOK, Václav. Středohornoněmecká rytířská poezie v Čechách ve 13. a 14. století. Bok, Václav. In: Češi a Němci: dějiny - kultura - politika / Praha: Paseka, 2002 s. 109-114.
- BOK, Václav, BEHR, Hans-Joachim. Deutsche Literatur des Mittelalters in Böhmen und über Böhmen. 2. Tagung in České Budějovice/Budweis 2002. [Hrsg.]: Bok, Václav - Behr, Hans-Joachim. Hamburg: Verlag. Dr. Kovač, 2004. 312 s. (Schriften zur Mediävistik. 2.) ISBN 3-8300-1041-9
- BOK, Václav, HEJNIC, Josef, ROTHE, Hans. Historia Bohemica.. Band 2, Die frühneuhochdeutsche Übersetzung (1463) des Breslauer Stadtschreibers Peter Eschenloër /. Aeneas Silvius Piccolomini ; herausgegeben von Joseph Hejnic und Hans Rothe ; herausgegeben von Václav Bok (Bd. 2). Köln - Weimar - Wien : Böhlau Verlag, 2005. 376 s. (Bausteine zur slavischen Philologie und Kulturgeschichte. Neue Folge. B. Editionen ; 20/2) [Herausgegeben von Václav Bok] ISBN 3-412-15604-3
- Kolektiv autorů: Svatá Anežka Česká: Princezna a řeholnice. Praha: Arcibiskupství pražské, Národní galerie 2011. 342 s. ISBN 978-80-260-4480-2
- BOK, Václav, RADIMSKÁ, Jitka. Genfer Drucke des 16.-18. Jahrhunderts in der Schlossbibliothek von Krumau. Jitka Radimská, Václav Bok. In: Orbis Helveticorum : das Schweizer Buch und seine mitteleuropäische Welt / Bratislava : Historický ústav Slovenskej akadémie vied, 2011 s. 213-236.
- BOK, Václav, SPÁČILOVÁ, Libuše, SPÁČIL, Vladimír. Glosář starší němčiny k českým pramenům. Olomouc: Memoria 2014. 1.vyd. 1015 s. ISBN 978-80-85807-67-7
- BOK, Václav, KUBÍKOVÁ, Anna. Bericht über die Reise Johann Christians und Johann Seyfrieds von Eggenberg durch die Länder Mittel-, West- und Südeuropas in den Jahren 1660-1663. Eine kommentierte Edition. České Budějovice : Jihočeská univerzita, Filozofická fakulta, 2012. ISBN 978-80-7394-308-0
- BOK, Václav, KUBÍKOVÁ, Anna. K osudům zámecké knihovny v Českém Krumlově v 18. a 19. století. Anna Kubíková, Václav Bok. In: Sborník Národního muzea v Praze. Řada C - Literární historie. Praha : Národní muzeum Roč. 57, č. 1-2 (2012), s. 117-122.
- BOK, Václav. K německým spisům kaplického faráře Valentina Hennebergera (1550/51-1615). Václav Bok. In: Knihy a dějiny Praha : Knihovna Akademie věd ČR zvláštní číslo (2012), s. 59-69.
- BOK, Václav. Zlomek německé prozaické legendy o sv. Kateřině Alexandrijské z františkánského kláštera v Chebu. Václav Bok. In: Libri catenati Egrenses : knihy a knihovna chebských františkánů v pozdním středověku a raném novověku / Praha : Národní knihovna České republiky, 2013 s. 23-32. [Edice "chebské" legendy o sv. Kateřině]
- BOK, Václav. K německé satirické hře na pád Jiřího Popela z Lobkovic roku 1593. Václav Bok. In: Humanismus v rozmanitosti pohledů : farrago festiva Iosepho Hejnic nonagenario oblata / Praha : Knihovna AV ČR, v.v.i., 2014. s. 227-243. [Obsahuje přílohy: seznam zjištěných vydání německé satirické hry proti Jiřímu a Ladislavovi z Lobkovic a edici třetího jednání a závěru hry.]
- BOK, Václav. K vyšebrodskému rukopisu Zlaté legendy. Václav Bok. In: Studie o rukopisech = Studien über Handschriften = Etudes codicologiques / Praha : Masarykův ústav a Archiv Akademie věd ČR Sv. 44, (2014), s. 389-394.
- BOK, Václav, KAINDL, Dominik, HLINOMAZ, Milan. Dějiny kláštera Vyšší Brod v Čechách. Dominik Kaindl. Ed. českého překladu: Milan Hlinomaz. Lektor něm. překladu: Václav Bok. Libice nad Cidlinou : Gloriet, 2008. 204 s., fot. [Přel. z něm. orig. vydaného vlastním nákladem autora. Vyšší Brod 1930.] 2. vydání 2016. ISBN 978-80-87216-06-4
- BOK, Václav, KUBÍN, Petr. Legenda o bratru Hroznatovi: Vita fratris Hroznatae. Petr Kubín (ed.) ; úvodní studie, edice legendy a její překlad do češtiny: Petr Kubín ; německý překlad (úvodní studie a legenda): Václav Bok. Vydání první Praha : Togga, 2017. 327 stran (Fontes Bohemiae Hagiographici ; II) ISBN 978-80-7476-118-8
- BOK, Václav. Der Breslauer Stadtschreiber Peter Eschenloer: Übersetzung des Berichts von Robertus Monachus über den Ersten Kreuzzug. Václav Bok. Hamburg : Dr. Kovač, 2018. 473 stran. ISBN 978-3-8300-9282-7